# Les Carnets de monsieur Manatane
Les Carnets de monsieur Manatane est une série télévisée belge en 48 épisodes de trois minutes, créée par Benoît Poelvoorde et Pascal Le Brun et diffusée entre 1997 et 1998 sur Canal+ entre autres lors de l'émission Nulle part ailleurs.

## Synopsis
Cette série humoristique à sketches met en scène le personnage de Monsieur Manatane. Tour à tour milliardaire, capitaliste cynique, écrivain, scientifique, chanteur, philanthrope, chirurgien esthétique ou encore génie des mathématiques, exorciste, roi du Paris-Quart monde, petit-fils d'une star du western, réalisateur de films, ce personnage fantasque et parfois hystérique se caractérise par son humour noir, son ironie cynique et sa verve sarcastique. Les fans de longue date de la série finissent par admirer le personnage, et par essayer de mettre des dates sur les grands évènements de sa vie. Mais tous se posent une même question : comment Simon (ou Jean-Philippe ou encore Jean-François, et même Léon) Manatane est-il devenu une « vedette », comme il se définit ?
À différents égards, son parcours et ses prises de position ne sont pas sans rappeler celles de personnalités en vue à l'époque (ex : Nadine de Rothschild pour La Partouze, Emmanuelle Béart pour GDLF, Lady Di pour L'Enterrement de Tarzan), voire des films (ex : TBA pour Full Metal Jacket, L'Exorciste) ou des publicités télévisées (ex : Éleveur de champions, produits d'alimentation pour chien, Monsieur Propre). Il évoque aussi de façon originale les débats de société (ex : Le Viking pour la problématique du port du voile, M&D productions pour le multiculturalisme).

## Fiche technique
- Titre : Les Carnets de monsieur Manatane
- Création : Benoît Poelvoorde, Pascal Le Brun
- Réalisation : Jean-Michel Ben Soussan (saison 1), Christian Merret-Palmair (saison 2)
- Production : Nicolas Leclercq
- Pays :  Belgique
- Langue : français
- Format : couleur
- Nombre d'épisodes : 48 (3 saisons)
- Durée : 3 minutes
- Dates de première diffusion : 
  - France/Belgique : 1997 (Canal+)

## Distribution
- Benoît Poelvoorde : Monsieur Manatane
- François Berland : la voix off (à laquelle Manatane s'adresse fréquemment sous le nom Nicolas). Il apparaît à l'écran dans Entre Guillemets.

et la participation de
- Rémy Belvaux : épisodes La Mutinerie, L'Enterrement de Tarzan…
- Noël Godin : épisode La Partouze
- Bouli Lanners : épisode Slobodan
- Stefan Liberski : épisode Entre Guillemets
- Renaud Rutten : épisodes La Mort, La Mort en auto, L'Exorciste
- Vincent Tavier : épisode La Mutinerie

## Épisodes

### Pilotes
1. La Thaïlande
2. Le Japon

### Première saison
1. Le Viking
2. La Mort
3. L'Afrique
4. GDLF
5. Le Japon
6. L'Institut JF Manatane
7. On n'a plus de sous
8. La Bosnie
9. La Fin du monde
10. La Mort en auto
11. Jo Gant-de-Laine
12. Entre guillemets
13. La Gymnastique
14. KKK
15. La Partouze
16. Monsieur Propre
17. Le Spoutnik
18. La Chirurgie plastique
19. Surprise sur prise
20. La Mutinerie
21. Le Festival de Cannes
22. La Thaïlande (inédit)
23. L'Adieu

### Deuxième saison
1. Éleveur de champions
2. Le QI
3. Une leçon de rire
4. M&D productions
5. Navigateur solitaire
6. L'Adoption (Slobodan)
7. L'Enterrement de Tarzan
8. TBA
9. L'Exorciste
10. Paris World Quart

### Troisième saison:Monsieur Manatane présente les nuits belges
1. L'Arrivée
2. Je est un autre
3. Le Cinéma belge
4. Pays de clones
5. Les Rois sportifs
6. À demain
7. Petit Moyens
8. Mise au point #1
9. Fume, c'est du belge
10. Mise au point #2
11. Les Chanteurs agaçants
12. Mise au point #3
13. L'Adieu

## Commentaires

### Avant et après lesCarnets
M. Manatane est un personnage créé par Benoît Poelvoorde qui est apparu en 1996 sur Canal+ dans l'émission C'est pas le 20 heures (présentée par Michel Field et Mademoiselle Agnès), dans une rubrique intitulée Jamais, au grand jamais ! des leçons de savoir-vivre expliquées de manière humoristique. Cette séquence humoristique a servi de test pour l'éventuelle création de la série des Carnets, qui a donc vu le jour l'année suivante avec le succès qu'on lui connaît.
Après les deux saisons des Carnets, M. Manatane est revenu par deux fois sur l'antenne de Canal+ pour présenter deux nuits spéciales : Les nuits extra-terrestres et Les Nuits belges. Ces deux soirées proposaient des programmes (films, documentaires, reportages) entrecoupés de présentations et de sketches interprétés par Benoît Poelvoorde dans son personnage de M. Manatane.
Un épisode inédit a également été tourné à l'occasion des vingt ans de Canal+.
À noter dans la première saison, un épisode hors-série qui avait été commandé par Canal+ en vue d'être diffusé lors de la cérémonie des Césars. Cet épisode montrait M. Manatane allant chercher un Georges Cravenne (le créateur de cette cérémonie) grabataire, mais fictif, dans un sordide hospice de banlieue. Si le sketch a bien fait rire la direction de Canal+, il ne fut absolument pas au goût de l'académie des Césars qui n'a pas supporté l'idée que l'on puisse se moquer ainsi de son président. La chaîne fut contrainte de retirer le sketch du programme de la cérémonie. Le sketch fut tout de même diffusé le surlendemain dans l'émission Nulle part ailleurs, mais reste en travers de la gorge des organisateurs des Césars, ainsi que dans celle de Benoît Poelvoorde qui a trouvé Canal+ assez faux-cul dans sa façon d'assumer ce sketch (Cf. commentaire vidéo présent dans le troisième DVD du coffret des Carnets de M. Manatane. À noter d'ailleurs que ce sketch est officiellement absent de ces DVD car, dixit la jaquette, « Georges n'a pas voulu », mais officieusement présent en bonus caché).
Les textes des Carnets et de Jamais au grand jamais ! ont été publiés en mars 2009 par les éditions Points.

### Biographie deM.Manatane
Les éléments autobiographiques distillés par le personnage au sujet de ses origines sont aussi rares que contradictoires. Selon des sources officieuses, M. Manatane serait né dans les années 1940 (un sketch relate un enterrement au cours duquel il amuse l'occupant allemand). Beaucoup d'éléments laissent supposer que son père biologique était un Allemand (il évoque le fait que sa mère ait été rasée à la Libération), mais il affirme également à plusieurs reprises que son père était français.
M. Manatane a vraisemblablement été marié (dans un épisode au cours duquel il organise une visite guidée de sa collection de tableaux, il désigne une œuvre représentant sa femme avant son accident) et semble également avoir eu des enfants, prétendant même que Stéphane Bern serait son fils (issu d'un premier mariage).
Les éléments biographiques concernant M. Manatane constituent un imbroglio d'évènements aussi incroyables que contradictoires qui brouillent sans cesse les pistes et empêchent d'établir un fil conducteur à sa vie. Le caractère polymorphe du personnage invite à appréhender chaque nouvel épisode de la série comme une entité à part entière et qui ne possède pas nécessairement de lien de causalité avec les autres épisodes.

### Anecdote
La séquence de concert qui apparaît dans Le Spoutnik a été tournée dans la salle de Forest National (Bruxelles) entre deux concerts lors d'une soirée de commémoration des quinze ans d'existence de Radio 21.